# Октябрьское (Челябинская область)
Октя́брьское — село, административный центр Октябрьского района Челябинской области России.

## География
Расположено примерно в 120 км к юго-востоку от Челябинска (по автодороге — 128 км), на берегу озера Шишкино, в 100 км к северо-востоку от железнодорожной станции Троицк.

## История
Основано в начале XX века в результате слияния четырёх хуторов Калмыково, Кемерово, Поляково и Храмцово под названием Калмыково. В 1935 году село получило название Октябрьское.
в 1962 году состоялось открытие Дома культуры имени Лермонтова.

## Население
| 1959 | 1970  | 1979  | 1989  | 2002  | 2010  | 2021  |
| ---- | ----- | ----- | ----- | ----- | ----- | ----- |
| 2803 | ↗5465 | ↗6913 | ↗7975 | ↘7562 | ↘6780 | ↘6462 |

## Достопримечательности
В Октябрьском расположена центральная усадьба и первая бригада колхоза имени Т. Г. Шевченко, другие предприятия.

## Уроженцы
Село — родина Героя Советского Союза Николая Григорьевича Дейнеко.